# Gilbert Maes
Pour les articles homonymes, voir Maes.
Gilbert Maes (né le 4 février 1938 à Saint-Nicolas,) est un coureur cycliste belge, actif dans les années 1950 et 1960.

## Biographie
En aout 1960, Gilbert Maes termine quinzième du championnat du monde amateurs. Il évolue ensuite au niveau professionnel de 1961 à 1968. Durant cette période, il s'illustre principalement dans des kermesses belges en obtenant plusieurs victoires et diverses places d'honneur. Il se distingue par ailleurs sur piste en devenant à deux reprises champion de Belgique de l'américaine, aux côtés de Lucien De Munster. 

## Palmarès

### Palmarès amateur
- 1957
  - 3ea étape du Circuit des Neuf Provinces
- 1959
  - Gand-Staden
  - Omloop der Vlaamse Gewesten
  - 2e de Gand-Wevelgem amateurs
  - 3e du Tour des Flandres amateurs
- 1960
  - Gand-Staden
  - Bruxelles-Bambrugge
  - 3e étape du Circuit des Neuf Provinces
  - 3e du Circuit des Neuf Provinces

### Palmarès professionnel
- 1961
  - Bruxelles-Ravels
  - 2e du Circuit du Limbourg
  - 2e du Circuit des régions flamandes
  - 3e de la Nokere Koerse
- 1962
  - Circuit de la vallée de la Lys
- 1963
  -  Champion de Belgique de l'américaine (avec Lucien De Munster)
  - 3e du Grand Prix du 1er mai
- 1964
  -  Champion de Belgique de l'américaine (avec Lucien De Munster)
  - 2e du Circuit des Ardennes flamandes – Ichtegem
  - 2e du Grand Prix du 1er mai
  - 3e du Championnat des Flandres
- 1965
  - 2e de la Maaslandse Pijl
  - 3e de la Coupe Sels
- 1966
  - 2e du championnat de Belgique de l'américaine
- 1967
  - 2e du championnat de Belgique de l'américaine
- 1968
  - 2e du championnat de Belgique de l'américaine